# Splettstoesser-Pass
Der Splettstoesser-Pass ist ein 2200 m hoher und verschneiter Gebirgspass in den Admiralitätsbergen des ostantarktischen Viktorialands. Er führt in ostwestlicher Ausrichtung durch die Findlay Range in das Gebiet nordwestlich der Gadsden Peaks.
Eine Mannschaft des New Zealand Antarctic Research Programme unter der Leitung des Geologen Robert H. Findlay beging diesen Pass erstmals zwischen 1981 und 1982 auf dem Weg vom Field-Firnfeld zum Atkinson-Gletscher. Namensgeber ist der US-amerikanische Geologe John Frederick Splettstoesser (1933–2016) von der University of Minnesota, von 1981 bis 1982 Projektkoordinator im United States Antarctic Research Program bei der internationalen Erkundung des nördlichen Viktorialands.